# (39517) 1988 CV2
(39517) 1988 CV2 est un astéroïde de la ceinture principale d'astéroïdes découvert en 1988.

## Description
(39517) 1988 CV2 a été découvert le 11 février 1988 à l'observatoire de La Silla, au Chili, par Eric Walter Elst.

### Caractéristiques orbitales
L'orbite de cet astéroïde est caractérisée par un demi-grand axe de 2,29 ua, un périhélie de 1,81 ua, une excentricité de 0,21 et une inclinaison de 4,80° par rapport à l'écliptique. Du fait de ces caractéristiques, à savoir un demi-grand axe compris entre 2 et 3,2 ua et un périhélie supérieur à 1,666 ua, il est classé, selon la JPL Small-Body Database, comme objet de la ceinture principale d'astéroïdes.

### Caractéristiques physiques
(39517) 1988 CV2 a une magnitude absolue (H) de 15,2 et un albédo estimé à 0,086.